# Musical Kosmos
Musical Kosmos – polski musical wyreżyserowany przez Magdalenę Nitkę. Premiery musicalu odbyły się 30 maja oraz 1 czerwca 2018 roku w Gdańskim Teatrze Szekspirowskim. 
Musical przedstawia problemy współczesnego świata, bazuje na kluczowych wartościach oraz ich ulotności, a wszystko w kosmicznej scenerii. Pokazuje, jak bardzo w życiu potrzebna jest miłość, przyjaźń, radość oraz nadzieja. Spektakl wzbogacają ręcznie malowane horyzonty oraz oryginalna scenografia. Musical Kosmos jest odpowiedni dla dzieci powyżej 5 roku życia, młodzieży, dorosłych oraz seniorów.
Musical został wystawiony 50 razy na polskiej scenie teatralnej w takich miejscach, jak: Gdański Teatr Szekspirowski, Centrum Kulturalno-Kongresowe Jordanki w Toruniu, Teatr Muzyczny w Poznaniu, Mareckie Centrum Edukacyjno-Rekreacyjne oraz Filharmonia Kaszubska w Wejherowie. 

## Twórcy
- Magdalena Nitka – scenariusz, reżyseria, teksty utworów, choreografia, kostiumy,
- Adam Pietrzak – muzyka, produkcja muzyczna,
- Karolina Adamiak–Pruś – reżyseria wokalna, przygotowanie wokalne[7],
- Krystian Hintzke – scenografia,
- Monika Rudnicka – ręcznie malowane horyzonty,
- Karolina Potakowska – menadżer projektu.

## Lista utworów
1. Uwertura "W kosmosie marzeń",
2. Gwiezdne serca,
3. Przyjaciel,
4. Koniec wyobraźni,
5. Modlitwa,
6. Kolory szaleństwa,
7. Koncept,
8. Odbicie światła miłości,
9. Aniołowie Stróżowie,
10. Masz w sobie siłę,
11. Repryza "W kosmosie marzeń".